# Куюни
Кую́ни (исп. Río Cuyuní, англ. Cuyuni River) — река в Венесуэле и Гайане.
Длина реки составляет 618 км, площадь бассейна — 80 000 км². Берёт начало на северо-востоке центральной части Гвианского плоскогорья, течёт преимущественно среди холмистой местности, образуя многочисленные пороги и водопады. Впадает в эстуарий реки Эссекибо. Река многоводна: средний расход воды у границы Венесуэлы с Гайаной составляет 1050 м³/с. Половодье приходится на летний (в низовьях) и зимне-весенний период. В бассейне реки обнаружены значительные месторождения золота.